# Burg Vestenberg
Die Burg Vestenberg ist die Ruine einer mittelalterlichen Höhenburg an einem Bergrücken bei der Ortskirche Sankt Laurentius am südwestlichen Ortsrand oberhalb von Vestenberg, einem Gemeindeteil der Gemeinde Petersaurach im Landkreis Ansbach in Bayern.

## Geschichte
Die im 12. Jahrhundert erbaute Burg, vermutlich eine Abschnittsburg, war niemals Sitz des 1182 erstmals erwähnten Rittergeschlechts von Vestenberg. Diese saßen sehr wahrscheinlich im benachbarten Ort Adelmannssitz. Die Erbauer waren hingegen sehr wahrscheinlich die Herren von Bruckberg. 1235 ging die Burg an die Herren von Schalkhausen, bekannt unter dem Namen von Dornberg. Nachdem am 9. Juni 1288 der letzte männliche Dornberger verstorben war, kam die Burg an seine dritte Tochter, die in die Adelsfamilie der von Heidecks eingeheiratet hatte. 1388 wurde die Burg unter Vorbehalt des Rückkaufrechts an Seitz Vischlein verkauft. 1434 kauften die von Heideck die Burg wieder zurück. Am 6. November 1435 wurde Vestenberg mit Burg und Gütern an Martin von Eyb verkauft, dessen Familie sich fortan „von Eyb zu Vestenberg“ nannte. 1466 ließ Ritter Conrad von Eyb zu Vestenberg eine Kapelle errichten. 1525 wurde die Burg im  Bauernkrieg zerstört und 1566 wieder aufgebaut. Im Jahre 1675 wurde die Burg mit dem Besitz und den Rechten der Herren von Eyb zu Vestenberg auf 4420 Gulden geschätzt. 1724 verkauften die Herrn von Eyb die Burg mit ihrem gesamten Besitz und ihren Rechten, sowie ihren Untertanen und Lehnsleuten an die Markgrafen von Ansbach. 1759 wurde die Burg abgebrochen.
Von der ehemaligen Burganlage sind Bruchsteinmauerreste und zum Teil unzugängliche Kelleranlagen erhalten. Die Burgstelle ist zum Teil von der Kirche überbaut. Unterhalb der Kirche im sanierten Burggarten finden auf einer Freilichtbühne jährlich im Spätsommer die Vestenberger Kulturtage statt.